# Svartsjön (Villstads socken, Småland)
Svartsjön är en sjö i Gislaveds kommun i Småland och ingår i Nissans huvudavrinningsområde.